# Kardinalspecht

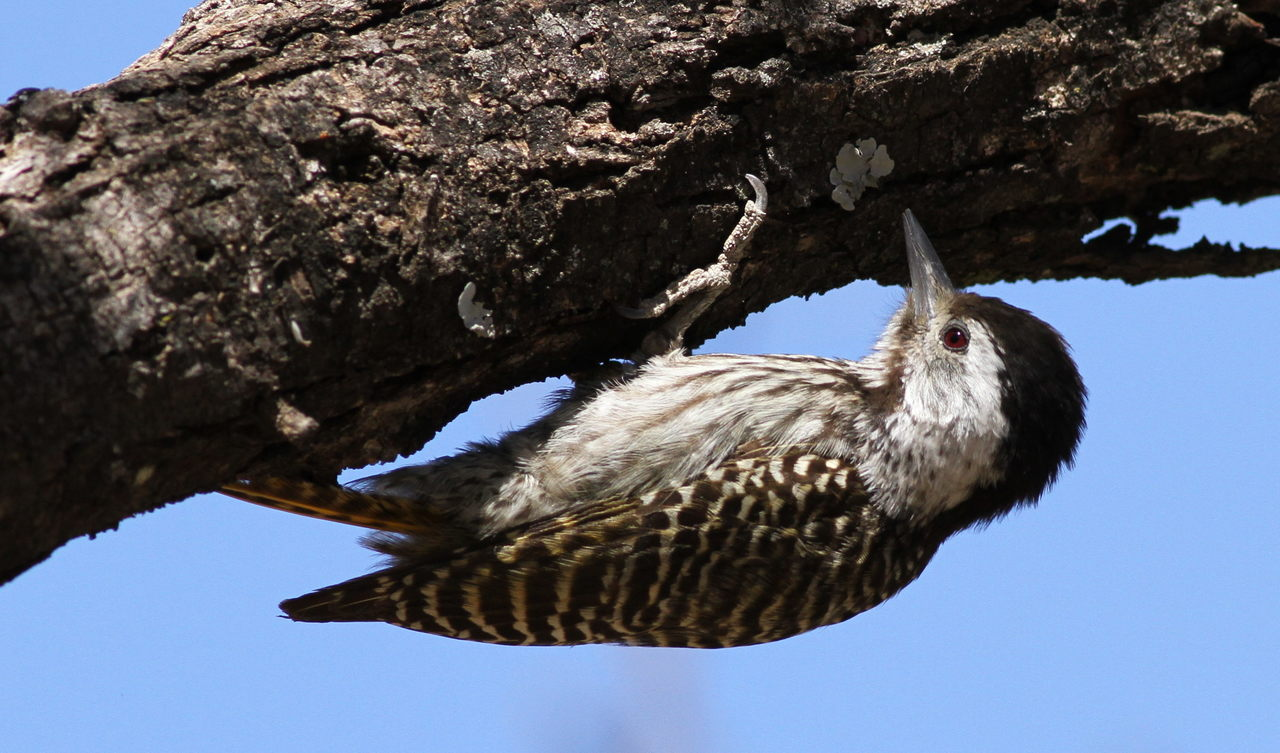
Weibchen

Der Kardinalspecht (Dendropicos fuscescens, Syn.: Chloropicus fuscescens) ist eine Vogelart aus der Familie der Spechte (Picidae).
Der Vogel kommt in Subsahara-Afrika vor, in Äthiopien, Angola, Botswana, in der Demokratischen Republik Kongo, in Gambia, Kamerun, Kenia, Mosambik, Namibia, Nigeria, Sambia, im Senegal, in Simbabwe, Somalia, im Sudan, in Südafrika und Tansania.
Der Lebensraum umfasst eine Vielzahl von Lebensräumen meist bis 1800, in Zaire bis 3500 m Höhe, gemieden wird lediglich feuchter Bergwald oder dichte Wälder.
Die Art ist Standvogel.
Das Artepitheton kommt von lateinisch fuscare ‚dunkel werden‘.

## Merkmale
Der Vogel ist 14 bis 16 cm groß und wiegt 20 bis 36 g. Er ist der häufigste Specht im Ausbreitungsgebiet und wird charakterisiert durch kräftig gebänderten Rücken, gestrichelte Unterseite und fehlende deutliche Markierungen auf den Ohrdecken. Das Männchen ist bräunlich an Stirn und Scheitel mit anschließendem, bis zum Nacken reichendem Rot. Ein breiter weißer Überaugenstreif reicht bis über die Ohrdecken, die Zügel sind hell. Das einfarbig weißliche Gesicht ist fein und diskret dunkel gestrichelt, der Malarstreif ist breit und bräunlich. Die Oberseite ist dunkelbraun mit hellen bis blass olivfarbenen Binden, Rumpf und Schwanzdecken sind etwas gelblich mit leicht rötlichen Spitzen am Schwanz und goldgelben Federschaften. Die Flügeldecken sind schwärzlich-braun mit deutlichen weißen oder gelblich-weißen Flecken, die Flugfedern sind weißlich gebändert. Der Schwanz ist oben braun mit gelblichen Binden, unten weiß mit gelblich-bräunlichem Hauch. Kinn und Kehle sind weiß, manchmal leicht braun gefleckt oder gestreift. Brust und Flanken sind breit bräunlich-schwarz gestreift, nach hinten zu und auf den Unterschwanzdecken ausgeprägter. Die Flügelunterseiten sind grau bis schwärzlich mit weißen Decken, die Schwanzunterseite trägt Binden. Der ziemlich lange Schnabel ist breit, schwärzlich mit blasserem Unterschnabel. Die Iris ist rot bis rotbraun, die Beine sind grünlich-grau bis -braun.
Der Scheitel des Weibchens ist nicht rot, sondern schwärzlich-braun, außerdem ist die Stirn dunkler braun.
Jungvögel sind matter und grauer mit Rot auf dem Kopf bei beiden Geschlechtern, die Augen sind braun oder graubraun. Die Unterarten unterscheiden sich hauptsächlich durch die Färbung der Oberseite und das Ausmaß der Bänderung.

## Geografische Variation
Es werden folgende Unterarten anerkannt:
- D. f. lafresnayi Malherbe, 1849 – Senegal und Gambia bis Nigeria
- D. f. sharpii Oustalet, 1879 – Kamerun bis Süden Sudans und Norden Angolas
- D. f. lepidus Cabanis & Heine, 1863 – Osten der Demokratischen Republik Kongo bis Südwesten Äthiopiens, Zentralkenia und Nordwesten Tansanias
- D. f. hemprichii (Ehrenberg, 1833) – Nordäthiopien bis Somalia und Ostkenia
- D. f. massaicus Neumann, 1900 – Südäthiopien bis Kenia und Tansania
- D. f. loandae C. H. B. Grant, 1915 – Angola bis Westtansania, Sambia, Nordnamibia, Nordbotswana, Westsimbabwe und Norden Südafrikas, schließt die Unterart stresemanni mit ein[10]
- D. f. hartlaubii Malherbe, 1849 – Südkenia bis Ostsambia und Mosambik
- D. f. intermedius Roberts, 1924 – Osten Südafrikas bis Süden Mosambiks, schließt die Unterart natalensis mit ein[10]
- D. f. fuscescens Vieillot, 1818, Nominatform, – Namibia bis Südafrika

## Stimme
Der Ruf wird als schrill zwitscherndes “kweek-eek-eek-ik-ik” oder als  Folge trockener hoher und tonlos ratternder Schnurrlaute beschrieben, der Warnruf als “creek, creek, creek” und “kweek-a, kweek-a”. Nestlinge rufen wiederholt “kee-kee-kee-kee”. Die Art trommelt schnell, aber nicht sehr laut.

## Lebensweise
Die Nahrung besteht aus Insekten, selten auch aus Früchten, die bevorzugt einzeln oder paarweise gejagt werden. Die Art bewegt sich rasch und geschickt entlang kleiner Äste und Zweige, pickt, gräbt und hämmert ausgiebig.
Die Brutzeit liegt in Westafrika zwischen Februar und Juli, in Angola zwischen Juni und November, in Ostafrika kann das ganze Jahr über gebrütet werden, in Südafrika meist zwischen August und Oktober. Beide Elternvögel bauen die Nisthöhle in einem abgestorbenen Ast oder Stamm in 2 bis 18 m Höhe. Das Gelege besteht aus 2 – 3 Eiern, die von beiden über 10 bis 13 Tage bebrütet werden. Das Nest wird vom Strichelstirn-Honiganzeiger (Indicator variegatus), wohl auch vom  Schwarzkehl-Honiganzeiger (Indicator indicator) parasitiert.

## Gefährdungssituation
Die Art gilt als nicht gefährdet (Least Concern).